# Calibán (película)
Calibán (conocida también como The Banished) es una película colomboestadounidense de 2019 dirigida por David Bohórquez. Estrenada el 13 de junio de 2019, contó con las actuaciones de Tigre Halley, Fiona Horsey, Julio Rod Marín, Kate Benson, Jennifer Hydey y David Palmer. Fue grabada casi en su totalidad en Colombia.

## Sinopsis
Emma Grey es una mujer con una enfermedad terminal que decide regresar a su hogar de infancia en Greenvale, un pueblo cerca de Nueva York, buscando averiguar si el recuerdo de un hecho violento en aquella casa y la imagen recurrente de una extraña criatura, tan solo forman parte de su imaginación o es una realidad de su pasado y están relacionados con el misterioso y repentino abandono de su madre cuando era niña.

## Reparto
- Kate Benson es Miranda Lacey.
- Tigre Haller es Christopher Dodd.
- Fiona Horsey es Mary/Emma.
- Jennifer Hyde es Jane.
- Julio Rod Marín es Pedro.
- David Palmer es Samuel.